# François-Auguste Mouzon
François-Auguste Mouzon (Musson, 9 februari 1822 - Brugge, 17 november 1896) was een Belgisch schooldirecteur en auteur van schoolboeken.

## Familie
Mouzon behoorde tot een familie van onderwijzers. Zijn grootvader Mouzon was onderwijzer. Zijn vader was de enige onderwijzer in het Luxemburgse dorp Musson, zijn oom was onderwijzer in Longwy, twee ooms uit een tweede huwelijk van zijn grootvader waren onderwijzer, zijn broers Hyacinthe, Jean-Baptiste en Joseph waren onderwijzer. Zijn keuze voor het onderwijzerschap leek dan ook vanzelfsprekend.
Hij was de zoon van Dominique Mouzon (1786-1863 ) en Beatrix François (1789-1878), die tien kinderen kregen, waarvan hij de vierde was. Hij trouwde in Saint-Hubert met Esther Huart (1809-1890) en ze kregen een zoon en twee dochters. Zijn dochter Esther Mouson (1845-1870) trouwde in 1865 met Eugène Thomas. Na het overlijden van Esther nam hij het opvoeden van zijn drie kleinkinderen op zich.

## Levensloop
Na onderwijzersstudies in Longwy en Virton, was Mouzon pas negentien toen hij in 1841 werd benoemd tot hoofdonderwijzer van de gemeenteschool in Saint-Hubert. Hij publiceerde er zijn eerste studie, gewijd aan de geschiedenis van de abdij van Saint-Hubert.
In 1850 werd hij, tot zijn niet geringe ontgoocheling, niet benoemd tot directeur van de rijksmiddelbare school die, ingevolge de wet van 1850 over het lager onderwijs, werd opgericht in Saint-Hubert. Hij bekwam korte tijd daarop, met de steun van zijn liberale relaties, de directeursbenoeming voor de nieuwe rijksmiddelbare school in 's-Gravenbrakel. In 1862 werd hij benoemd in dezelfde functie, maar ditmaal in Brugge. Hij bleef er de rijksmiddelbare school leiden tot in 1885. In 1864 werd hem ook de directie van de gemeentelijke Nijverheidsschool toevertrouwd, een nevenfunctie die hij tot in 1889 uitoefende.
Hij behoorde tot de liberale partij en nam door zijn anonieme geschriften deel aan het politieke leven. In Saint-Hubert leverde hij artikels voor het Luxemburgse liberale blad Le Journal d'Arlon. In Brugge leverde hij talrijke artikels voor achtereenvolgens L'Impartial de Bruges, L'Avenir des Flandres en Journal de Bruges. Van dit tweede blad was hij in 1869 een van de medestichters. Mouzon getuigde dat hij er niet-ondertekende artikels had in gepubliceerd, over politiek en literatuur, die samen een fors boekdeel konden vormen.

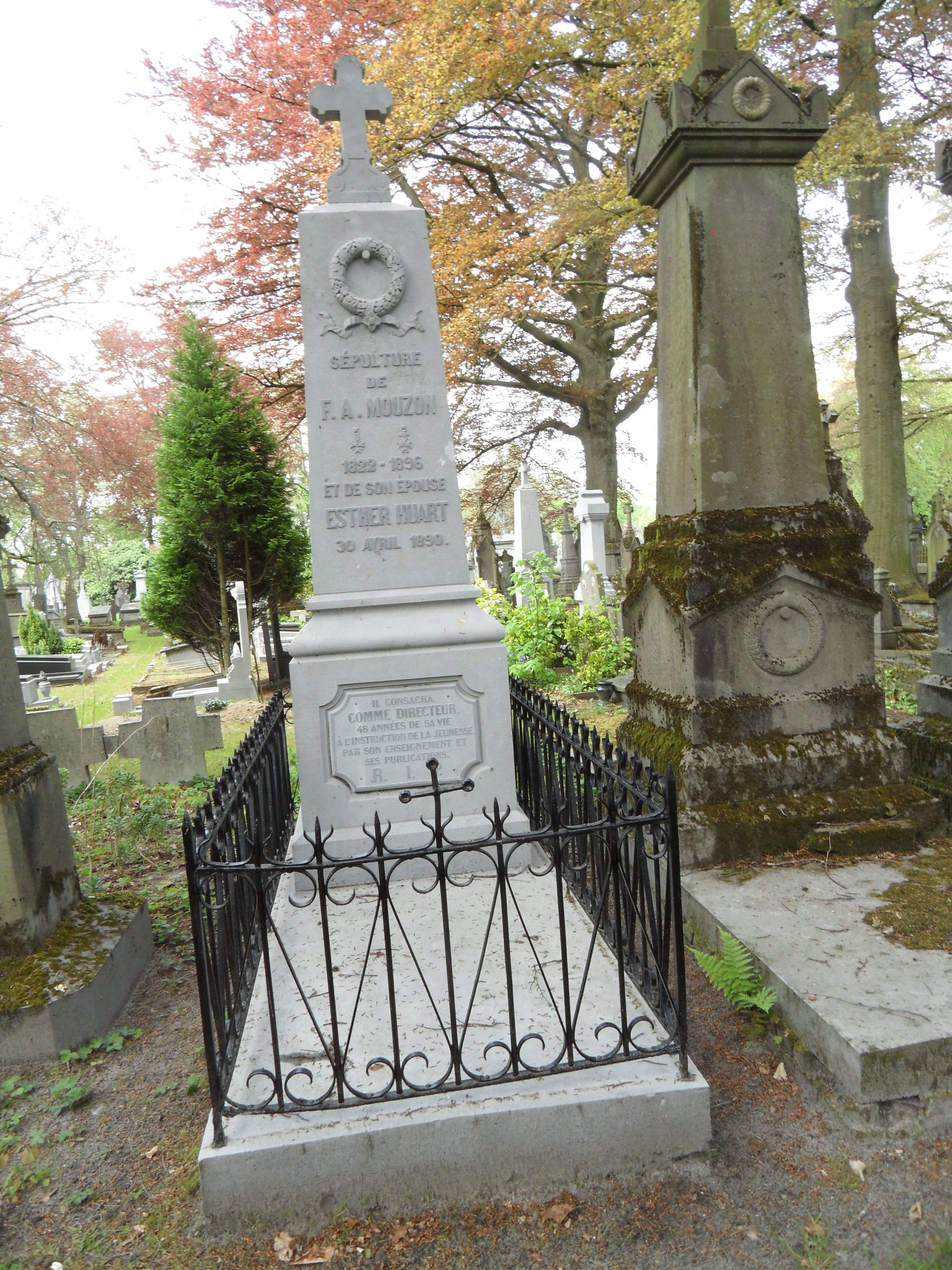
Grafmonument François-Auguste Mouzon-Huart op het Brugs kerkhof

## Publicaties
Na zijn eerste publicatie over de Abdij van Sint-Hubertus, begaf Mouzon zich op het pad van de schoolboeken, waar duidelijk behoefte aan was. Hij publiceerde zowel leerboeken voor de leerlingen als handboeken voor de meesters. Ze waren over het algemeen succesvol en kenden vele herdrukken. Een van zijn werken, Devoirs grammaticaux haalde een gezamenlijke oplage van circa 300.000 exemplaren. Hij getuigde later dat hij aan deze publicaties zijn welstand te danken had.
Tegen het einde van zijn leven, tijdens de periode 1888-1896, schreef Mouzon zijn herinneringen op, die vooral uitgebreid waren over zijn jeugdjaren. Ze werden bewaard in handschrift en werden in 2013 in een bibliofiele uitgave gepubliceerd.

### Geschiedenis
- Précis de l’histoire chronique de l’abbaye de Saint-Hubert en Ardenne, suivi d’une notice sur l’église abbatiale, Dessain, Luik, 1848 (2 uitgaven, 2.000 ex.)
- Le Conteulx Cantelou et la langue de St Charles d’Espagne ou épisode de l'histoire de St. Hubert, Dessain, Luik, 1850 (200 ex.)
- De la hiérarchie et de l’avancement dans l’enseignement primaire, Daveluy, Brugge, 1867 (200 ex.)
- Des méthodes et des livres de lecture dans l’enseignement primaire depuis 1800 jusqu’à nos jours, Geûens-Seaux, Brugge, 1879
- Franzenberg ou le travail et la vertu récompensés, geromanceerd verhaal, Dessain, Luik, 1855 (1.600 ex.)

### Schoolboeken
- Devoirs grammaticaux à l’usage des écoles primaires, des écoles moyennes et des persionnats – Partie de l’élève, Dessain, Luik, 1848 (20 uitgaven, 278.600 ex.)
- Devoirs grammaticaux à l’usage des écoles primaires, des écoles moyennes et des pensionnats – Partie du maître, Dessain, Luik, 1850 (6 uitgaven, 7.100 ex.)
- Devoirs syntaxiques à l’usage des écoles moyennes et des divisions supérieures des écoles primaires – Partie de l’élève, Dessain, Luik, 1853 (6 uitgaven, 31.150 ex.)
- Devoirs syntaxiques à l’usage des écoles moyennes et des divisions supérieures des écoles primaires – Partie du maître, Dessain, Luik, 1853 (5 uitgaven, 3.240 ex.)
- Eléments de grammaire française d’après la méthode euristique, combinée avec la méthode dogmatique, à l’usage des écoles primaires, des sections préparatoires annexées aux écoles moyennes et des pensionnats, Dessain, Luik, 1857 (12 uitgaven, 68.350 ex.)
- Devoirs de style et de composition française à l’usage des écoles moyennes, des écoles régimentaires, des pensions et des divisions supérieures des écoles primaires, Eerste deel, Dessain, Luik, 1861 (2 uitgaven, 2.475 ex.)
- Arithmétique élémentaire, raisonnée et appliquée, suivi des premiers éléments d’algèbre de Jean Nicolas Noël, revue et simplifiée par Mouzon, Dessain, Luik, 1862 (6 uitgaven, 10.300 ex.)
- Devoirs de style et de composition française à l’usage des écoles moyennes, Dessain, Luik, 1866 (1.400 ex.)
- (samen met Joseph Mouzon) Petit cours méthodique de géographie élémentaire, Dessain, Luik, 1864 (6 uitgaven, totale oplage van boeken geschreven samen met Joseph Mouzon 15.650 ex.)
- (samen met Joseph Mouzon) Cours méthodique de géographie élémentaire, Dessain, Luik, 1867 (3 uitgaven)
- Devoirs de style et de composition française d’un degré supérieur, Dessain, Luik, 1871 (700 ex.)
- Exercices d’intuition et leçons de choses préparatoires aux exercices d’élocution et de style, à l’usage des écoles primaires, des écoles moyennes et des pensionnats, Dessain, Luik, 1872 (2.000 ex.)
- (vertaald door Albert Sleeckx) Aenschouwingsoefeningen en lessen van zaken, gevolgd van spreek- en stijloefeningen, ten gebruike der lagere scholen, middelbare scholen en kostscholen, 1874
- Méthode de lecture française d’après une méthode de classification simple, naturelle et graduée à l’usage des écoles primaires, Callewaert frères, Brussel, 1878 (2 uitgaven, 15.255 ex.)
- (samen met A. Lallemand) Biographies tirées de l’histoire générale à l’usage des écoles moyennes, 1re partie, Dessain, Luik, 1879 (5432 ex.)
- (samen met A. Lallemand) Biographies tirées de l’histoire générale à l’usage des écoles moyennes, 2me partie, Dessain, Luik, 1880 (3.932 ex.)
- (samen met A. Lallemand) Précis de l’histoire de Belgique, Dessain, Luik, 1881 (1.900 ex.)
- (vertaald door A. Mathys) Beknopte geschiedenis van België, Dessain, Luik, 1881 (500 ex.)
- Exercices préparatoires à la méthode de lecture et de prononciation, Dessain, Luik, 1883 (6.000 ex.)
- (samen met A. Lallemand) Précis de l'histoire universelle, Dessain, Luik, 1882 (2 uitgaven, 10.260 ex.)
- (vertaald door A. Mathys) Beknopte geschiedenis van de Wereld, Dessain, Luik, 1882 (880 ex.)
- Nouveaux éléments de grammaire française à l'usage de l'enseignement moyen, Dessain, Luik, 1883 (2.400 ex.)
- (samen met A. Lallemand) Cours d'histoire de Belgique à l'usage de l'enseignement moyen du 1er et du 2e degré, Dessain, Luik, 1884 (4.800 ex)

### Postuum
- Mes Souvenirs, Brugge, 2013.